# Рэйлин
Стэйси Бриана Бернштейн (англ. Stacey Briana Bernstein, род. 12 февраля 1977 года, Глендора, Калифорния, США), более известная под сценическим псевдонимом Рэйлин (англ. Raylene) — американская порноактриса.

## Биография
Родилась и выросла в Глендоре, Калифорния. Имеет итальянские и мексиканские корни со стороны матери, отец — еврей польско-австрийского происхождения.
В детстве решила посещать христианскую школу. Была отличницей в средней школе и закончила её в 16 лет, на два года раньше положенного срока. Рэйлин хотела продолжить изучение христианства в Azusa Pacific University, но у неё не было достаточно денег или времени для этого.
Начала сниматься в 5 лет. С помощью дяди-продюсера появилась в сериалах «Охотник» и «Джамп стрит, 21».
В возрасте 19 лет Рэйлин снялась в фильме режиссёра Марка Дэвиса Shane’s World #4, где она впервые снялась в сцене с мужчиной. В 1998 году Рэйлин подписала эксклюзивный контракт с компанией Vivid Entertainment. В 2000 году на церемонии вручения премии Грэмми она вместе с Кобе Тай исполняла танец во время выступления Кид Рока. В 2001 году Рэйлин закончила карьеру в порноиндустрии и стала агентом по продаже недвижимости. Но в 2009 году она вернулась и снялась в фильме Raylene’s Dirty Work.
Некоторое время Рэйлин была замужем за Брэдом Хиршем.

## Премии
- 1999 XRCO Award — Starlet of the Year[6][7]
- 2001 AVN Award — Best Actress, Film — Artemesia (разделила награду с Тейлор Хейз)[8]
- 2008 AVN Hall of Fame[9]
- 2017 Зал славы XRCO